# Дмитриева, Татьяна Парфениевна
Татьяна Парфениевна Дмитриева (8 января 1906, Бодайбо — 6 марта 1987) — советский хозяйственный, государственный и политический деятель.

## Биография
Родилась в 1906 году в Бодайбо.
С 1932 года — на хозяйственной, общественной и политической работе. В 1932—1985 гг. — заведующая Мегино-Кангаласской и Таттинской районными больницами, врач-ординатор туберкулезного санатория «Красная Якутия», преподавательница в Якутской фельдшерско-акушерской школе, организатор и многолетний главный врач, после выхода на пенсию — консультант Якутского республиканского детского костно-туберкулезного санатория.
Избиралась депутатом Совета Национальностей Верховного Совета СССР 4-го и 5-го созывов от Якутской АССР.